# Хебуру
Хебуру (Пуру́) (кор. 해부루) — в корейської міфології і згідно із записами «Хвандан Когі», правитель стародавнього Чосону, першої корейської держави. За легендою був сином Тангуна Вангома, засновника древнього Чосон. Укладач хроніки «Самгук Юса» тлумачить його ім'я як «народити хлопчика».
Існує кілька різних версій міфу про Хебуру. Син Тангуна і дочки бога, він заснував державу Північне Пуйо. Коли китайський імператор Юй збирав князів, Тангун відправив до нього Хебуру як владику Пуйо. Через деякий час міністру Аранбулю приснився повелитель небес і наказав йому передати Хебуру, щоб той переселився на берег Японського моря. Хебуру виконав наказ, поїхав на схід і заснував там Східне Пуйо.
За легендою під час смерті Хебуру сонце перестало світити на кілька годин немов оплакуючи його відхід. Спадкоємцем Хебуру став Кимва («золоте жабеня»). За легендою Хебуру знайшов сина під каменем біля озера Коньон. Дитина була схожа на жабеня, а її шкіра відливала золотом.